# Shaftesbury Avenue
Shaftesbury Avenue è un asse nord-sud nel centro di Londra. Inizia da Piccadilly Circus e conduce via Cambridge Circus (incrocio con Charing Cross Road) a New Oxford Street.
Il percorso stradale, che segue il corso di una strada di campagna molto più antica, fu costruita tra il 1877 e il 1886 attraverso le ex aree dei bassifondi per migliorare i collegamenti di trasporto con il West End.
Prende il nome da Anthony Ashley-Cooper, VII conte di Shaftesbury, che era un benefattore e aveva lavorato per migliorare la vita nei bassifondi.
Oggi Shaftesbury Avenue è considerata "la" via del teatro di Londra. Alcuni beffardi la chiamano "London's Broadway". La strada è meno fiancheggiata da edifici di pregio architettonico. Solo il London Pavilon, il teatro "Lyric" e il teatro "Palace" sul Cambridge Circus spiccano tra i semplici edifici.
Viene anche menzionata nel film Harry Potter e i Doni della Morte: Parte 1.
Il titolo Wild West End della band Dire Straits, che ha come tema il West End di Londra, menziona Shaftesbury Avenue.

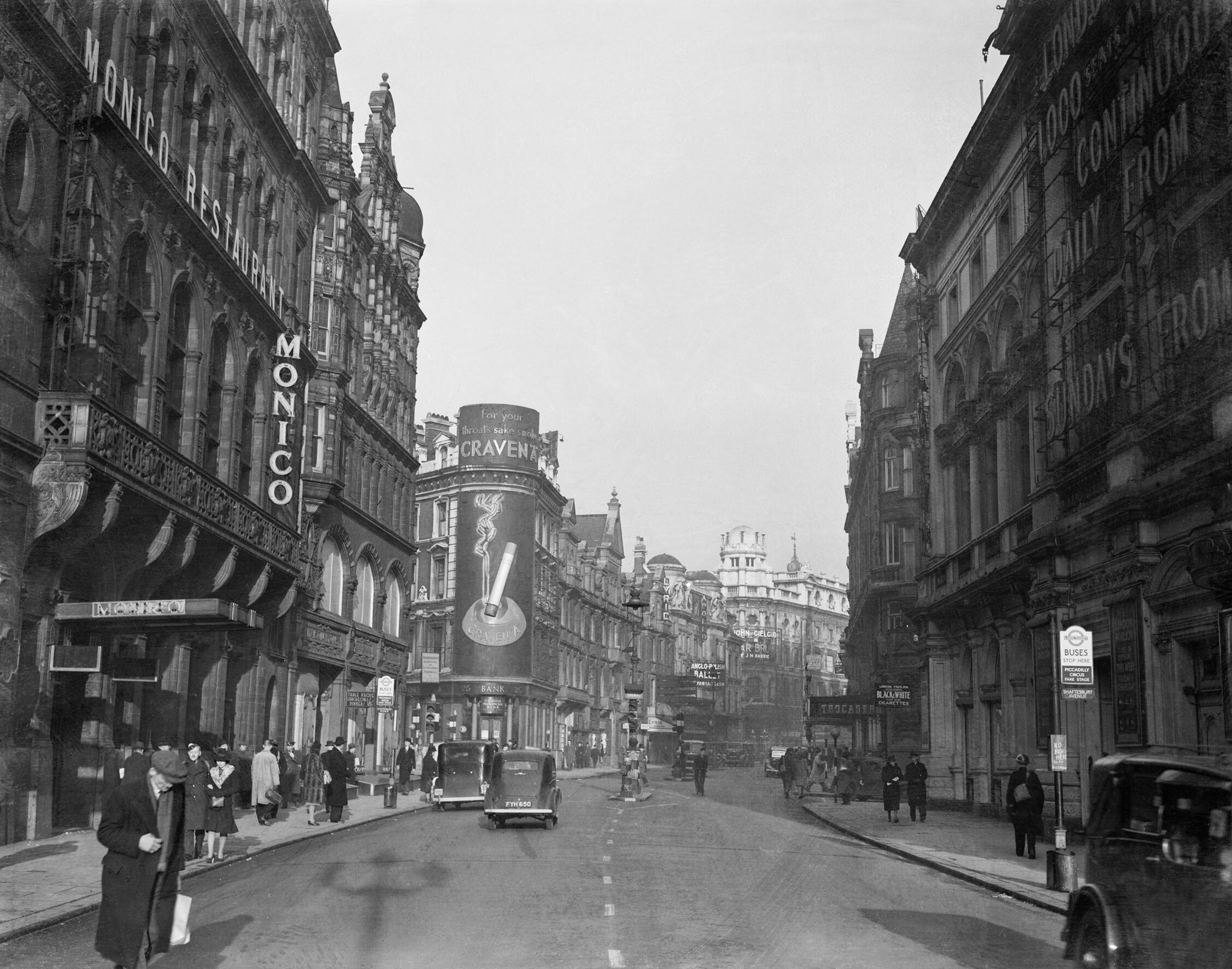
Una visione generale guardando Shaftesbury Avenue verso i teatri Lyric e Apollo nel 1940.
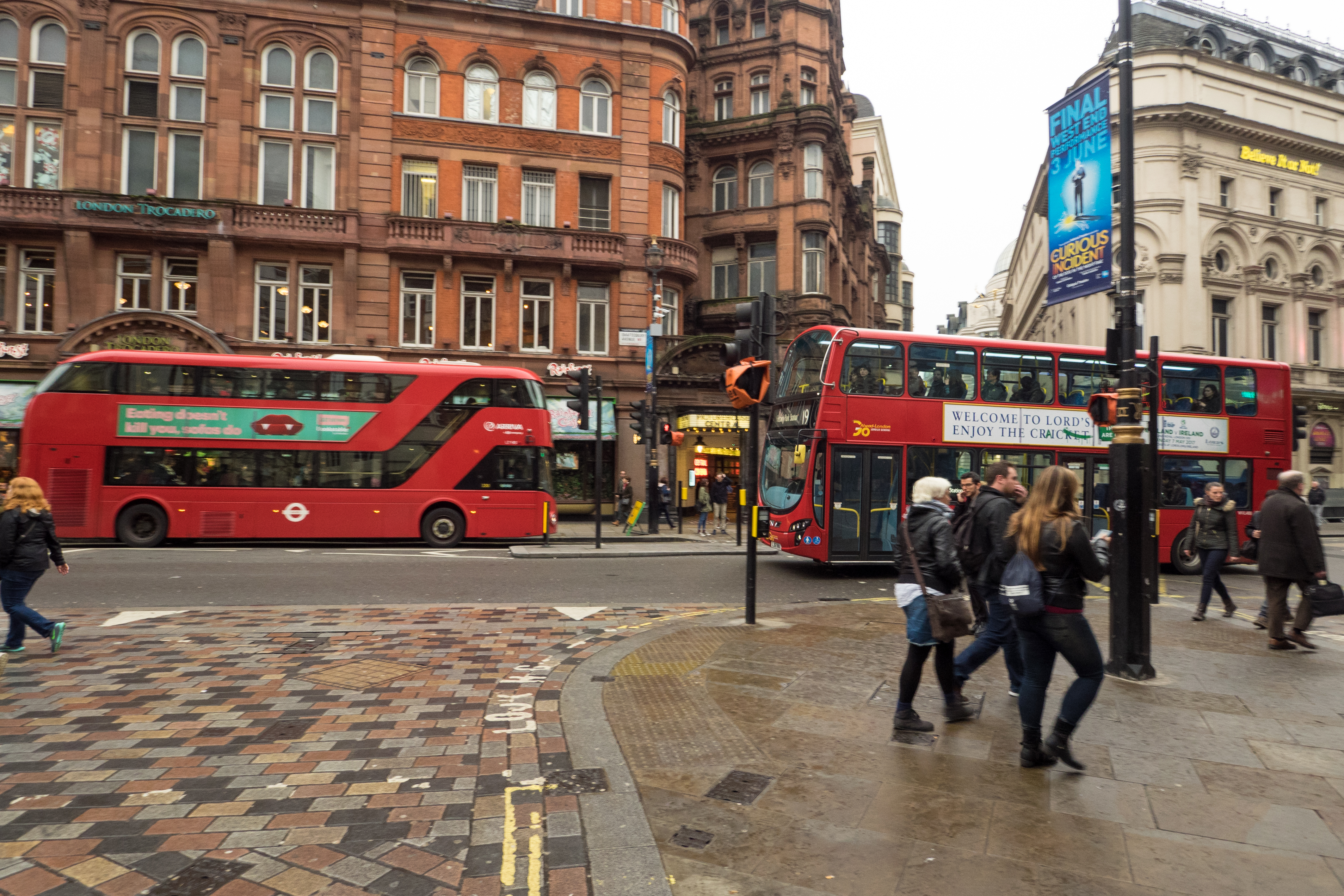
Autobus a due piani su Shaftesbury Street.
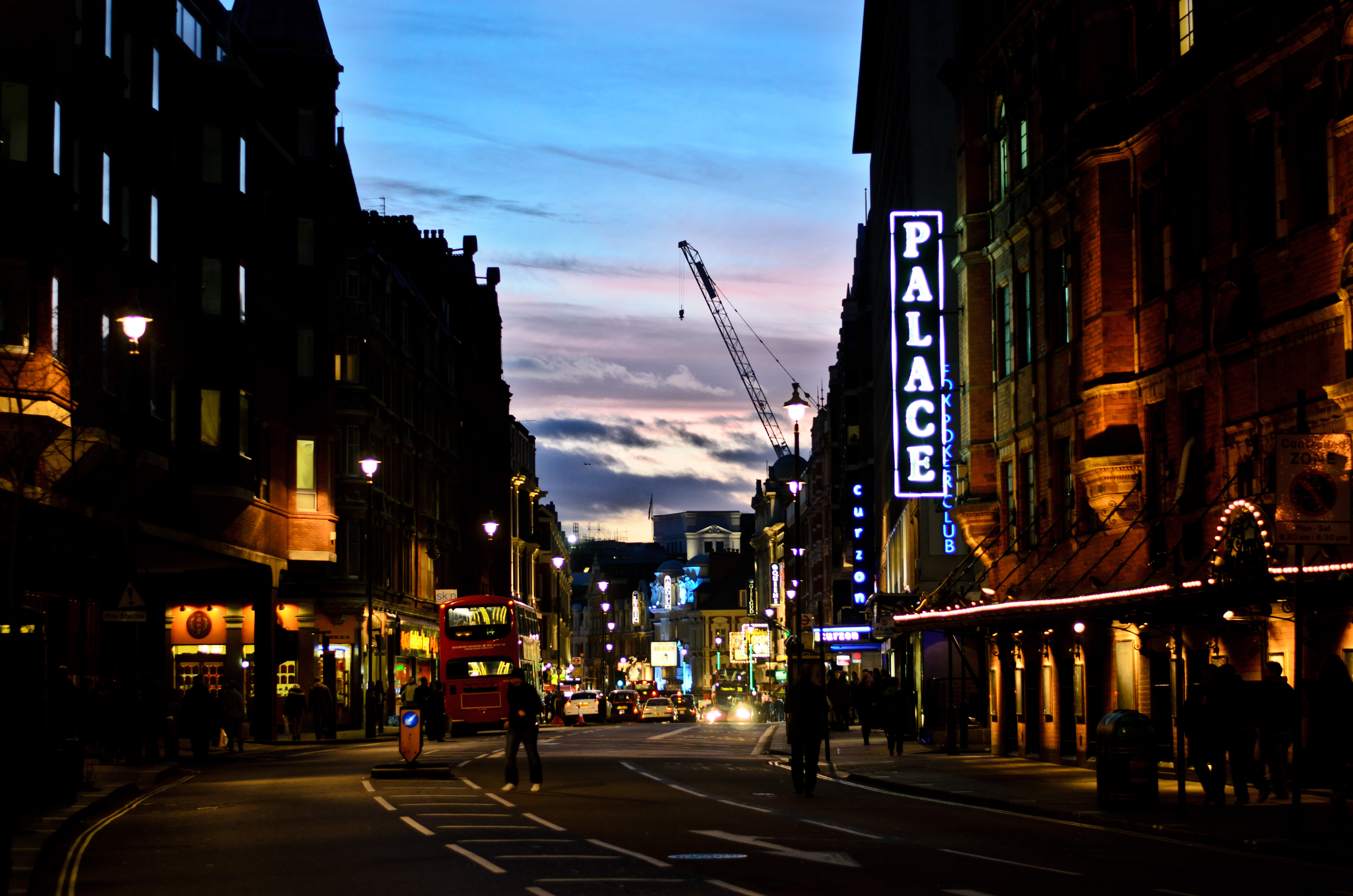
Shaftesbury Avenue al crepuscolo.

## Edifici e luoghi di memoria notevoli

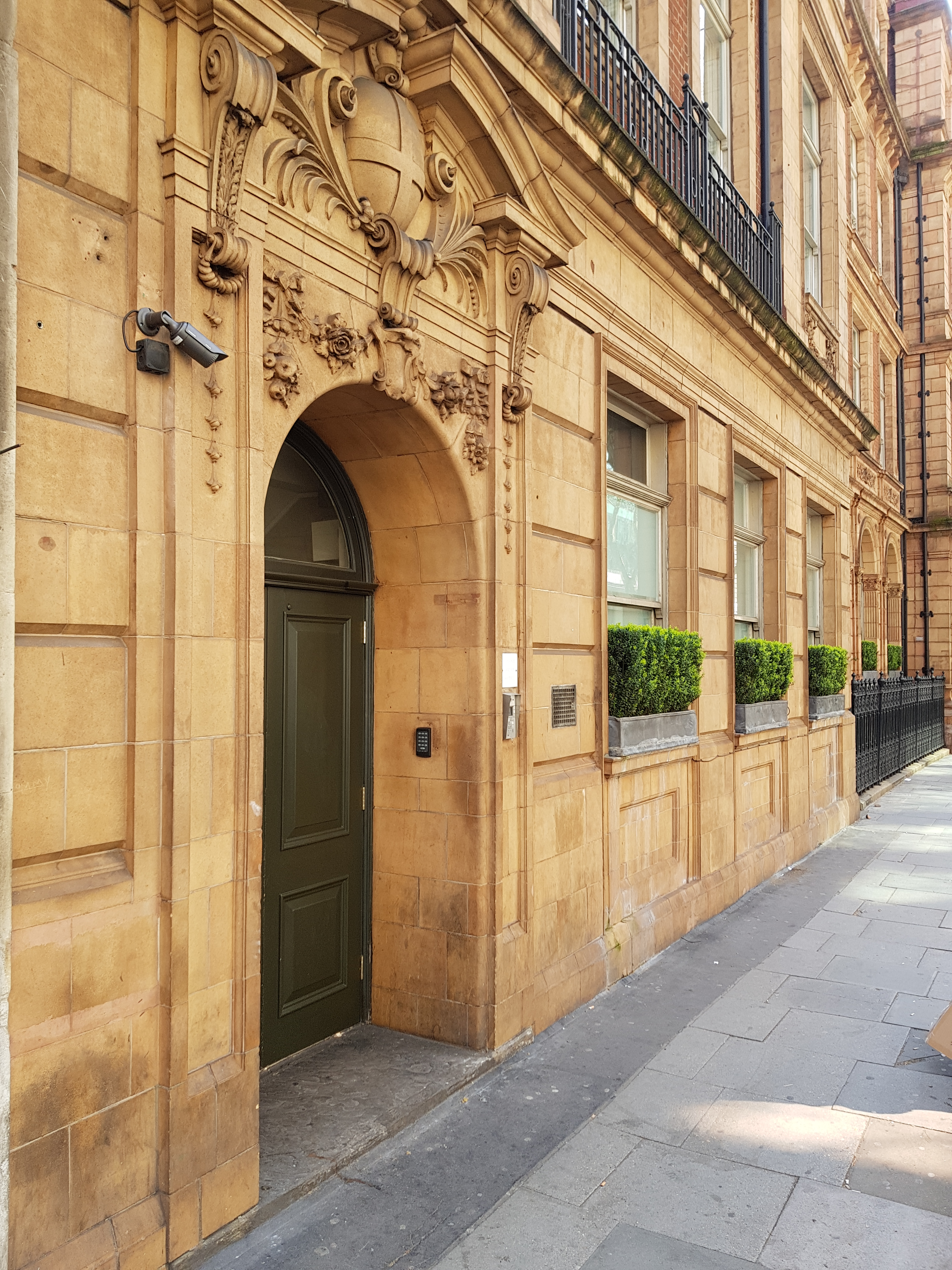
Vecchio ospedale francese.

- No 20 : Rainforest Cafe di Londra;
- No 66 : Theatre Café, primo café di Londra sul tema dei musical;
- No 172-176 : Vecchio ospedale francese (1890-1966)[1].